# (27882) Ootanihideji
(27882) 1996 EJ1 est un astéroïde de la ceinture principale découvert en 1996.

## Description
(27882) 1996 EJ1 a été découvert le 10 mars 1996 à l'observatoire de Kitami, situé à l'est d'Hokkaidō (Japon), par Kin Endate et Kazurō Watanabe.

### Caractéristiques orbitales
L'orbite de cet astéroïde est caractérisée par un demi-grand axe de 2,40 UA, un périhélie de 2,09 UA, une excentricité de 0,13 et une inclinaison de 2,48° par rapport à l'écliptique. Du fait de ces caractéristiques, à savoir un demi-grand axe compris entre 2 et 3,2 UA et un périhélie supérieur à 1,666 UA, il est classé, selon la JPL Small-Body Database, comme objet de la ceinture principale.

### Caractéristiques physiques
(27882) 1996 EJ1 a une magnitude absolue (H) de 14,4 et un albédo estimé à 0,398.